# Saison 2 de La casa de papel
Chronologie
Saison 1
Cet article présente le guide des épisodes de la deuxième saison de la série télévisée espagnole La casa de papel.

## Généralités
- Netflix annonce lors d'un événement européen à Rome qu'une troisième partie est en production. Celle-ci est diffusée dès le 19 juillet 2019. Contrairement aux deux premières parties, Netflix est directement aux commandes.
- Dans une interview au quotidien El Periódico de Catalunya, Álex Pina, le créateur de La casa de papel, annonce qu'une quatrième partie est en préparation, et qu'elle est déjà en cours de tournage, la fin de celui-ci étant prévu pour la fin août 2019. C'est à nouveau Netflix qui est aux commandes.

## Distribution

### Acteurs principaux
- Úrsula Corberó (VF : Cathy Boquet) : Silene Oliveira, dite « Tokyo »
- Álvaro Morte (VF : Sébastien Hébrant) : Sergio Marquina, dit « le Professeur »
- Itziar Ituño (VF : Fabienne Loriaux) : Raquel Murillo, dite « Lisbonne »
- Pedro Alonso (VF : Erwin Grünspan) : Andrés de Fonollosa, dit « Berlin »
- Alba Flores (VF : Sophie Landresse) : Ágata Jiménez, dite « Nairobi »
- Miguel Herrán (VF : Olivier Prémel) : Aníbal Cortés, dit « Rio »
- Jaime Lorente (VF : Antoni Lo Presti) : Ricardo Ramos, dit « Denver »
- Esther Acebo (VF : Myriem Akheddiou) : Mónica Gaztambide, dite « Stockholm »
- Enrique Arce (VF : Franck Dacquin) : Arturo Román
- Darko Perić (VF : Patrick Waleffe) : Yashin Dasáyev, dit « Helsinki »
- Hovik Keuchkerian (VF : Martin Spinhayer) : « Bogota », père de 7 enfants
- Rodrigo de la Serna (VF : Nicolas Matthys) : Martín, dit « l'Ingénieur » ou « Palerme »
- Najwa Nimri (VF : Colette Sodoyez) : Inspectrice Alicia Sierra

### Acteurs récurrents
- Fernando Soto (VF : Philippe Résimont) : Ángel Rubio, Inspecteur adjoint et ami de Raquel
- Juan Fernández : Colonel Prieto, du Service des Renseignements
- Mario de la Rosa (VF : Steve Driesen) : agent Suárez
- Kiti Mánver (VF : Myriam Thyrion) : Mariví, la mère de Raquel
- Naia Guz : Paula Vicuña Murillo, la fille de Raquel
- Luka Peroš (VF : Lui-même) : « Marseille »
- Fernando Cayo (VF : Simon Duprez) : Colonel Luis Tamayo
- José Manuel Poga (VF : Arnaud Crèvecoeur) : César Gandía, garde du corps du gouverneur
- Diana Gómez : Tatiana, la 5e femme de Berlin

## Synopsis

### Trame générale
Près de trois ans après le braquage de la Fabrique nationale de la monnaie et du timbre, Rio est capturé et torturé par la police. Pour le libérer, le Professeur reprend le plan d'un braquage imaginé par Berlin avant le premier braquage. Le but est d'infiltrer la Banque d'Espagne afin de dérober 92 tonnes d'or. En plus d'avoir réuni les survivants de la bande du premier braquage, de nouveaux personnages intègrent l'équipe pour ce deuxième braquage.

### Synopsis

#### Partie 3
(avril 2022).
Trois ans après le braquage réussi de la Fabrique de la Monnaie et du Timbre d'Espagne, à Madrid, l'équipe des braqueurs, dispersée aux quatre coins du monde, vit paisiblement en vacances, à l'abri des services de renseignement espagnols et d' Interpol, toujours à leur recherche. Helsinki fait une virée en Amérique latine avec Nairobi ;  Denver, après avoir épousé Monica Gaztambide, profite avec elle et son fils Cincinnati de leur retraite dans un pays asiatique. Le professeur, après le conflit des premières saisons avec l'inspecteur Raquel Murillo, vit dans un autre pays asiatique avec l'ex-policière, venue le retrouver un an avec sa famille après le braquage. Tokyo et Rio vivent une relation parfaite sur une île paradisiaque.
Mais, comme lors du premier braquage, leur relation satisfait davantage Rio que Tokyo, qui commence à se sentir piégée sur l'île et veut parcourir le monde. Elle en parle à Rio, qui, le cœur brisé, lui dit au revoir et lui donne un téléphone satellite pour qu'ils puissent rester en contact. Mais ce téléphone satellite, acheté au marché noir est mis sur écoute par Interpol, qui les localise extrêmement rapidement et fait arrêter Rio.
Le gang se réunit dans le but de sauver Rio, qui est enfermé et torturé dans un pays inconnu afin de pouvoir mettre la main sur le reste de l'équipe.
Le Professeur annonce sa stratégie : il s'agit cette fois d'un vol idéologique. Ils vont s'enfermer dans la Banque d'Espagne et compter sur la pression sociale et l'opinion publique pour récupérer le hacker. En plus de Monica, qui a pris le nom de Stockholm, et Raquel, désormais identifiée comme Lisbonne, il y a 3 nouveaux braqueurs : Martin Berote, alias Palerme,  ami de Berlin, qui a planifié le braquage avec lui, se chargera de le remplacer en tant que leader au sein de la Banque, Bogota, un voleur expert en plongée et fonderie, compétences essentielles pour le déroulement de ce braquage, et enfin, Marseille, qui restera à l’extérieur afin de couvrir le Professeur et Lisbonne. 
Il y aura donc 3 groupes : le Professeur et Lisbonne dans un véhicule itinérant, pour chapeauter l’opération de l’extérieur, Marseille dans la ville de Madrid, pour informer le duo et enfin les autres membres du gang dans la Banque. Afin de mener à bien ce plan, ils peuvent compter beaucoup de matériel haut de gamme achetés avec l’argent du précédent braquage, principalement pour espionner les forces de l’ordre. Mais le coup de génie de l’opération est dans l’utilisation d’une technologie dépassée : en utilisant des vieux portables et des ondes radios cryptées, les braqueurs d’un côté et le Professeur et Lisbonne de l’autre pourront communiquer sans risques d’être écoutés, ainsi que lors des communications avec la police ou Marseille.
Entrer à la Banque d'Espagne n'est pas aussi facile qu'à la Fabrique. L’opération commence par un lâcher de billets à l’aide de dirigeables pour mettre le chaos dans la ville. Prévenant cette fois-ci qu’ils comptent réaliser un nouveau braquage, ils profitent de la hâte des forces de l’ordre qui cherchent à défendre toutes les potentielles cibles pour se faire passer pour une division armée chargée de protéger la Banque d’Espagne et s’enfermer dans celle-ci avec des otages. Grâce au système de verrouillage automatique déclenchée par des explosions contrôlées, ils disposent de temps pour se préparer sans interventions possible de l’extérieur. Les braqueurs font cependant face à la garde rapprochée du gouverneur de la Banque qui réussit dans un premier à leur échapper. Ils finissent par être emprisonnés mais Gandia, leur leader, parvient à blesser Palerme durant l’affrontement, laissant ce dernier momentanément aveugle. Il apparaît aussi que les relations entre Tokyo et Nairobi d’un côté, et Palerme de l’autre sont encore plus conflictuelles qu’avec Berlin durant le précédent braquage.
En dehors de la Banque, le colonel Prieto, toujours amer après le braquage de la Fabrique, passe le témoin à un collègue du CNI, le colonel Tamayo, beaucoup moins précautionneux et conservateur que lui. Ce dernier compte mettre fin au braquage le plus vite possible : il veut lancer une offensive dès la fin du verrouillage. Palerme et Berlin avaient cependant tout prévu lors de la planification du braquage : la Banque d’Espagne renfermant de nombreux secrets d’Etat, que les braqueurs peuvent utiliser comme moyen de pression pour empêcher toute attaque. Grâce aux talents de Bogota et malgré l’absence du concours du gouverneur, il déjouent les sécurités du coffre. Ils ont désormais accès à l’or mais surtout aux secrets d’Etat qui y sont cachés et évitent ainsi l’assaut. On apprend aussi que des complices des braqueurs étaient déjà dans la Banque au moment de l’assaut, se faisant passer pour des otages dans un premier temps.
Durant ce moment de répit, les braqueurs transforment les lingots en granulés. Helsinki opère également les yeux de Palerme avec un succès mitigé. Les relations se tendent encore plus entre Palerme et Nairobi : celle-ci ne supporte pas son attitude machiste et la façon dont il traite Helsinki. Palerme remarque donc que Nairobi est amoureuse d’Helsinki, tandis qu’Helsinki aime Palerme. Nairobi déclare donc son amour à Helsinki, et met au jour l’amour jamais révélé que Palerme ressentait pour Berlin.
Du côté de la police, le colonel Tamayo ne sait plus quoi faire : sa seule piste étant désormais d’envoyer Angel, déjà présent lors du premier braquage, chercher Lisbonne et le Professeur dans le sud de l’Espagne. L'inspectrice Alicia Sierra, chargée de torturer Rio, se rend alors sur place, n’ayant rien pu tirer du braqueur. Son approche non conventionnelle semble pouvoir permettre de rivaliser avec les braqueurs : pour neutraliser la menace de divulgation des secrets d’Etat cachés dans la banque, elle fait inonder les médias de faux secrets d’Etat. Cette manœuvre sert aussi de diversion pour que le Professeur ne remarque pas leur tentative d’assaut maintient possible. Embourbé dans la campagne andalouse avec une antenne cassée et un membre de la garde civile aux trousses, le Professeur et Lisbonne préviennent les braqueurs in extrémis grâce à l’aide de fermiers locaux qui les couvrent.
Une unité d’élite pénètre donc dans la banque, se pensant invulnérable grâce à l’utilisation d’halotane, un gaz anesthésiant. Marseille avait cependant communiqué cette information et les braqueurs sont préparés et piègent les assaillants. Le Professeur utilise cet avantage pour négocier la libération de Rio, qui rejoint les braqueurs dans la banque, contre les agents et 40 otages. Lors de la libération des otages, Arturo Roman, ancien directeur de la Fabrique de la Monnaie et du Timbre reconverti en stand-upper, réussi à rentrer dans la banque, profitant de sa présence dans le centre opérationnel de la police.
Rio rejoint les braqueurs à l’intérieur de la banque mais c’est la seule bonne nouvelle pour le gang. Tout d’abord, Rio a été équipé d’un micro, caché à l’intérieur de son corps. Le Professeur s’en doute et fait comprendre au reste du groupe qu’il faut l’opérer pour le retirer, chose qui avait été prévu et préparé en amont. De plus, l’inspectrice Sierra est bien décidée à trouver des informations et 10 000 000 € sont désormais offert pour tout renseignement sur le braquage. Enfin, Angel a retrouvé les traces du Professeur et de Lisbonne et découvre leur camping car dans un hangar. Ces nouvelles redonnent espoir à la police qui concentrent leur efforts pour les retrouver.
Cette nouvelle stratégie porte ses fruits et un drone ne tarde pas à trouver l’ambulance qu’occupent désormais le couple, qui est désormais poursuivi dans la forêt. Le Professeur avait une nouvelle fois prévu cette éventualité et avec Lisbonne, ils profitent d’être caché par les arbres pour abandonner leur véhicule et se séparer dans la forêt. Le plan était de se cacher dans les arbres et d’attendre d’avoir le champ libre, mais Raquel n’a pas le temps et quand la garde civile envahie la forêt, seul le Professeur a pu suivre le plan tandis qu’elle s’est cachée dans une grange abandonnée.
À l'intérieur de la banque, Sierra emmène le fils de Nairobi pour que le braqueur regarde par la fenêtre et, de là, un sniper lui tire dessus.  Helsinki et l'équipe courent vers elle et tentent de panser la plaie, mais ils ont plus de problèmes : profitant de l'instabilité du gang, les agents vont tenter à nouveau de s'introduire dans la banque.
Et là le Professeur, coulé car il ne sait pas que la police a Raquel, commet la première erreur lors d'un braquage dans les trois saisons : il dit à l'équipe de sortir l'artillerie lourde et d'aller avec tout chercher les chars pour arrêter le attaque.  Le dernier chapitre se termine avec les voleurs tirant sur les agents et les deux camps détruits, à la fois les voleurs pour avoir dû tirer et la police pour l'issue de leur plan.
Voyons comment le professeur et le gang réparent le braquage après son faux pas et celui avec la police.  Mais la question concernant la nouvelle saison est : qu'adviendra-t-il de Raquel et Nairobi ?  Et qui est le personnage de Belén Cuesta, l'un des otages dont le tir se démarque au milieu de tant de conflits dans le dernier chapitre ?

#### Partie 4
Dans la tente, le colonel Tamayo décide de décharger Alicia Sierra de l'opération après que les braqueurs ont envoyé deux tirs de lance-roquettes sur un blindé de police. Pendant ce temps dans une forêt près de Huelva en Andalousie, Raquel Murillo, alias Lisbonne, est arrêtée et présumée morte pour le Professeur qui a écouté sa fausse exécution sur ordre d'Alicia. Le Professeur réussit à échapper aux forces de l'ordre qui l'encerclaient grâce à son homme de confiance Marseille. Tous deux retournent à Madrid et apprennent que leur complice est toujours vivante et interrogée par Alicia dans la tente des opérations du braquage de la Banque d'Espagne. Le Professeur va corrompre un policier pour lui faire dire « Paris ».
Pendant ce temps-là à la Banque d'Espagne, Nairobi est gravement blessée par un tir de sniper depuis l'extérieur. L'équipe réussit à la soigner et lui sauver la vie. Le Professeur réussit à négocier une trêve de 48 heures avec les autorités. Stockholm prend ses distances envers Denver après que ce dernier a battu sévèrement Arturo Román par jalousie, et se rapproche de Rio qui lui raconte ce qu'il a enduré durant sa captivité par les services secrets. Palerme est neutralisé et attaché après avoir voulu quitter le braquage. Ce dernier connaissant le profil de César Gandía, chef de la sécurité du gouverneur et ancien tueur ayant mené diverses opérations illégales, veut l'utiliser pour récupérer le commandement du braquage en lui conseillant de se libérer et de s'en prendre à l'équipe.
Ainsi, Gandía se libère, réussit à établir le contact avec le colonel Tamayo qui lui donne l'autorisation non officielle d'agir (en pleine trêve), puis tente de tuer Nairobi et Helsinki avant de capturer Tokyo et de se réfugier avec elle attachée dans la pièce de sécurité du gouverneur non mentionnée dans les plans. Face à ce nouvel ennemi de l'intérieur, l'équipe qui libère Palerme doit se réorganiser pour le traquer et le neutraliser. Mais Gandía réussit à prendre Nairobi (en pleine convalescence) en otage. Provoqué par cette dernière encore gravement blessée, le tueur l'exécute devant ses camarades avant de courir en direction de la pièce de sécurité où se trouve Tokyo. Mais en cours de route, il est gravement blessé par une grenade balancée par Denver et s'effondre devant sa captive. Tokyo, ignorant que Gandía a tué Nairobi, lui propose de le soigner, pendant que ses camarades retrouvent la pièce de sécurité et forcent l'accès. 
Le Professeur, ayant appris la mort de Nairobi, décide de mettre en place un plan de contre-attaque contre les autorités. Alors que l'équipe a retrouvé Tokyo saine et sauve et Gandía neutralisé par ses blessures, le Professeur ordonne à l'équipe de le garder en vie pour son plan qui se déroulera en plusieurs phases. Tout d'abord, un cortège funèbre vient chercher le corps de Nairobi qui traverse une foule de supporters émus. Puis le Professeur poste une série de vidéos en ligne pour dénoncer avec preuve la captivité illégale de Rio. Devant la pression médiatique qui demande des comptes, le colonel Prieto démissionne et Alicia Sierra est mise à pied par le colonel Tamayo. Vexée, elle dévoile la vérité sur la captivité de Rio à la presse, ce qui met en colère le colonel Tamayo qui lance une chasse à l'homme contre elle. Entre-temps, les affaires internes saisies par la Justice après la révélation de la fausse exécution faite par le Professeur dans une nouvelle vidéo en ligne, emmènent Raquel Murillo au tribunal pour témoigner. Le plan « Paris » est en marche. Pendant ce temps à la banque, Arturo Román est neutralisé par un faux otage du nom de Manille (un membre transgenre de l'équipe chargée de mater une éventuelle rébellion des otages) pour avoir violé une autre otage et voulu monter une rébellion.
Pour les besoins du plan, le Professeur appelle l'équipe des mineurs des Asturies pour percer un tunnel dans le parking du tribunal, pendant que Raquel témoigne en détaillant minutieusement le plan du braquage jusqu'à épuisement des juges. Le lendemain, le tunnel étant percé, l'équipe passe à l'action et réussit à libérer Raquel. Cette dernière rejoint Marseille qui l'emmène en hélicoptère à la Banque d'Espagne où se déroule la phase finale du plan Paris. Dans la tente, les autorités croient que l'équipe a retrouvé Gandía et que ce dernier doit s'enfuir par le toit de la Banque pour se faire évacuer par hélicoptère. Mais ce n'est qu'une mise en scène du Professeur, dont l'équipe oblige Gandía à répéter aux autorités leurs instructions, et Raquel, déguisée en flic, vient à la rescousse du « faux » Gandía joué par Denver. L'hélicoptère de Marseille s'éloigne et Lisbonne rejoint l'équipe pour terminer le braquage « pour Nairobi ». Dans la tente, le colonel est hors de lui. Au même moment, le Professeur est tenu en joue par Alicia Sierra qui a remonté la piste.

## Épisodes

### Partie 3
Les épisodes sont disponibles depuis le 19 juillet 2019 sur Netflix.

#### Épisode 1:On est de retour
- : 19 juillet 2019 sur Netflix

Cela fait 3 ans qu’a eu lieu le braquage de la Fabrique de la Monnaie et du Timbre. Les braqueurs survivants coulent des jours heureux dans des endroits paradisiaques du globe, fort du butin amassé. Rio et Tokyo sont ensemble sur une île déserte, n’ayant pour compagnie que les rares bateaux de touristes passant au large de leur île. Helsinki et Nairobi font la fête un peu partout en Amérique latine. Denver a épousé Monica Gaztambide, rencontrée lors du braquage, et ils élèvent ensemble en Asie du Sud-Est le fils de cette dernière : Cincinnati. Le Professeur et Raquel ds ont quant à eux en Thaïlande avec la fille et la mère de l’ancienne inspectrice.
Cependant, Tokyo commence à s’ennuyer seule avec Rio sur le île perdue au milieu du Pacifique et veut profiter de la vie en allant faire la fête un peu partout. Elle part donc de l’île avec un téléphone satellite pour pouvoir contacter Rio, qui reste sur place le cœur brisé. 
Malheureusement pour lui, les ennuis ne s’arrêtent pas là : le téléphone qu’il a acheté était pisté et sitôt qu’il appelle Tokyo, ils sont tous les 2 repérés par la police et si Tokyo parvint à leur échapper, Rio n’a aucune chance cerne sur son île.

#### Épisode 2:Aïkido
- : 19 juillet 2019 sur Netflix

Le professeur met cette fois-ci en œuvre un plan concocté par Berlin et un de ses amis qui rejoint les braqueurs : Palerme. De nouveaux braqueurs prennent également part à l’opération en plus du groupe précédent, avec des spécialistes nécessaires pour la réalisation du casse.
Les braqueurs annoncent leurs intentions et, forts d’une diversion à 140 millions d’euros, ils profitent du chaos régnant dans la ville de Madrid et de la précipitation du colonel Prieto pour atteindre leur cible. Les braqueurs pénètrent dans la banque en prenant la place de la compagnie chargée en urgence de défendre cette dernière. Comme lors du braquage précédent, le Professeur reste à l’extérieur pour coordonner les opérations, cette fois-ci en itinérance et aidé de Raquel (ou Lisbonne) ainsi que d’une technologie haut de gamme. Profitant de l’aide de la sécurité qui les croit faisant partie de l’armée, ils pénètrent dans la banque sans encombre.

#### Épisode 3:48 mètres sous terre
- : 19 juillet 2019 sur Netflix

Cette fois-ci,c’est Palerme qui assurera le commandement dans la banque, à l’instar de Berlin lors du précédent braquage. Ce sont d’ailleurs ces deux hommes qui ont imaginés le plan du braquage quelques années plus tôt.Pendant que Palerme réunit les otages, Tokyo et Nairobi sont chargés de neutraliser la garde du gouverneur et de contrôler ce dernier. Une fusillade éclate cependant et Palerme est momentanément aveugle.
Grâce à la carte du gouverneur, l’accès au coffre fort est désormais possible et à l’aide de 4 infiltrés parmi les otages, Bogota, spécialiste de plongée et de fonderie peut s’atteler à l’ouverture de la chambre forte. La sécurité du coffre impliquant son inondation, mettant en jeu des pressions énormes, Bogota met en place un sas de décompression pour y accéder, atteignant les lingots d’or.

#### Épisode 4:L'Heure du dauphin
- : 19 juillet 2019 sur Netflix

L’étape suivante du braquage est de récupérer les secrets d’états enfermés derrière une autre porte dans le coffre fort, inaccessible en découpant simplement la porte. Cette tâche nécessite cependant le concours du gouverneur, qui refuse catégoriquement.
La situation est également tendue à l’extérieur, puisque le colonel Tamayo se rend compte que les braqueurs ont mis sur écoute l’ensemble des membres du renseignement. Tout n’est pas découvert puisqu’ils ne parviennent ni à décoder les communications depuis l’intérieur de la banque vers le Professeur, ni la position de ce dernier. Ces deux atouts sont permis grâce à l’utilisation astucieuse d’une technologie arriérée : de simples radios doublées de nombreuses couche d’encodage permettent la communication depuis l’intérieur sans danger, tandis que des vieux téléphones sans GPS mis en mouvement par Marseille, agent également à l’extérieur de la banque, empêchent la localisation du professeur.

#### Épisode 5:Boum, boum, ciao
- : 19 juillet 2019 sur Netflix

#### Épisode 6:Plus rien n'avait d'importance
- : 19 juillet 2019 sur Netflix

#### Épisode 7:Petites vacances
- : 19 juillet 2019 sur Netflix

Le Professeur a réussi à négocier l'échange de Rio contre 40 otages et les agents des forces spéciales capturés. Pendant l'échange, Arturo Roman réussit à passer les portes et entrer dans la banque pour parler avec Stockholm, profitant de sa présence dans le quartier général de la police.
Ce n’est pas le seul problème pour les braqueurs : premièrement, Rio a été équipé d’un micro sans le savoir. Deuxièmement, l’inspectrice Sierra prend le contrôle des opérations, sans vouloir suivre le protocole : 10 000 000 € seront proposés pour toute information à propos du braquage. Enfin, Ángel se rapproche du Professeur et de Lisbonne et découvre leur camping-car dans un hangar.

#### Épisode 8:La Dérive
- : 19 juillet 2019 sur Netflix

### Partie 4
Les épisodes sont disponibles depuis le 3 avril 2020 sur Netflix. 

#### Épisode 1:Game Over
- : 3 avril 2020 sur Netflix

#### Épisode 2:Le Mariage de Berlin
- : 3 avril 2020 sur Netflix

#### Épisode 3:Leçon d'anatomie
- : 3 avril 2020 sur Netflix

#### Épisode 4:Paso-doble
- : 3 avril 2020 sur Netflix

#### Épisode 5:Cinq minutes plus tôt
- : 3 avril 2020 sur Netflix

#### Épisode 6:KO technique
- : 3 avril 2020 sur Netflix

#### Épisode 7:Frapper le QG
- : 3 avril 2020 sur Netflix

#### Épisode 8:Le Plan Paris
- : 3 avril 2020 sur Netflix

### Partie 5
Les cinq premiers épisodes sont disponibles depuis le 3 septembre 2021 et les cinq derniers depuis le 3 décembre 2021 sur Netflix.

#### Épisode 1: Au bout du rouleau
- : 3 septembre 2021 sur Netflix

#### Épisode 2: Tu crois en la réincarnation?
- : 3 septembre 2021 sur Netflix

#### Épisode 3: Bienvenue au spectacle de la vie
- : 3 septembre 2021 sur Netflix

#### Épisode 4: Ta place au paradis
- : 3 septembre 2021 sur Netflix

#### Épisode 5: Vis tes vies
- : 3 septembre 2021 sur Netflix

#### Épisode 6: Trop de pression
- : 3 décembre 2021 sur Netflix

#### Épisode 7: Science optimiste
- : 3 décembre 2021 sur Netflix

#### Épisode 8: La théorie de l'élégance
- : 3 décembre 2021 sur Netflix

#### Épisode 9: Confidences sur l'oreiller
- : 3 décembre 2021 sur Netflix

#### Épisode 10: Une tradition familiale
- : 3 décembre 2021 sur Netflix